# Buona sera Madame Campbell
Pour plus de détails, voir Fiche technique et Distribution.
Buona sera Madame Campbell (Buona Sera, Mrs. Campbell) est un film américain de Melvin Frank sorti en 1968.

## Synopsis
Carla Campbell , la mère de Gia, perçoit une pension alimentaire de trois pères différents tous anciens soldats, dont elle leur fait croire qu'ils sont chacun le géniteur.

## Fiche technique
- Titre : Buona sera Madame Campbell
- Titre original : Buona Sera, Mrs. Campbell
- Réalisation : Melvin Frank
- Production : C.O. Erickson (producteur exécutif) et Melvin Frank
- Société de production : Connaught Productions
- Société de distribution : United Artists
- Scénario : Melvin Frank, Denis Norden et Sheldon Keller
- Musique : Riz Ortolani
- Photographie : Gábor Pogány
- Montage : Bill Butler (en)
- Direction artistique : Arrigo Equini
- Décorateur de plateau : Giuseppe Chevalier
- Costumes : Anna Maria Feo et Morton Haack
- Pays : États-Unis
- Format : Couleur - Son : Mono (Westrex Recording System)
- Genre : Comédie
- Durée : 108  minutes
- Dates de sortie : 
  - États-Unis : décembre 1968
  - France : 20 août 1969

## Distribution
- Gina Lollobrigida (VF : Elle-même) : Carla Campbell
- Shelley Winters : Shirley Newman
- Phil Silvers (VF : Henri Virlojeux) : Phil Newman
- Peter Lawford (VF : William Sabatier) : Justin Young
- Telly Savalas (VF : André Valmy) : Walter Braddock
- Lee Grant (VF : Rosy Varte) : Fritzie Braddock
- Janet Margolin : Gia Campbell
- Marian McCargo (VF : Jacqueline Ferrière) : Lauren Young
- Naomi Stevens (VF : Hélène Tossy) : Rosa
- Renzo Palmer : Le maire
- Giovanna Galletti : La comtesse
- James Mishler : Stubby
- Dale Cummings : Pete
- Philippe Leroy (VF : Bernard Woringer) : Vittorio